# خوان فابيلا مندوزا
خوان فابيلا مندوزا (بالإسبانية: Juan Fabila Mendoza)‏ (مواليد 5 يونيو 1944) هو ملاكم مكسيكي، مثّل بلاده في الألعاب الأولمبية الصيفية 1964.

## روابط خارجية
خوان فابيلا مندوزا على موقع بوكس ريك (الإنجليزية) (registration required)
- خوان فابيلا مندوزا على موقع أوليمبيديا (الإنجليزية)